# 布萊克沃特鎮區 (密蘇里州庫珀縣)
布萊克沃特鎮區（英語：Blackwater Township）是位於美國密蘇里州庫珀縣的一個行政鎮區。

## 地方資料
布萊克沃特鎮區的面積為65.42平方千米，當中陸地面積為64.45平方千米，而水域面積為0.97平方千米。根據2020年美國人口普查的數據，當地共有人口371人，而人口密度為每平方千米5.67人。